# Koča na Golici
Koča na Golici (1582 m) je planinska postojanka, ki leži na manjši vzravnavi južnega pobočja Golice pod njenim vzhodnim vrhom - 1.784 m visoko Krvavko. Prvotno je na tem mestu stala tim. Nemška koča, ki jo je leta 1892 zgradilo nemško-avstrijsko planinsko društvo, medtem ko jo je kranjskogorska podružnica Slovenskega planinskega društva v letih 1904/05 zgradila na vrhu Golice in jo poimenovala po starosti slovenskih planincev Francu Kadilniku. Obe koči sta bili med drugo svetovno vojno požgani. Na temeljih nemške Spodnje koče je bila v letih 1982-1984 zgrajena nova Koča, odprta ob 60. obletnici Planinskega društva Jesenice, ki jo danes upravlja.

## Dostopi
- 1h30h: s Planine pod Golico (950 m),
- 3h30: s Planine pod Golico, mimo Markeljnove planine in sedla Suhe.